# Spilosoma sparsipuncta
Spilosoma sparsipuncta är en fjärilsart som beskrevs av George Francis Hampson 1901. Spilosoma sparsipuncta ingår i släktet Spilosoma och familjen björnspinnare. Inga underarter finns listade i Catalogue of Life.